# Expédition du Siboga

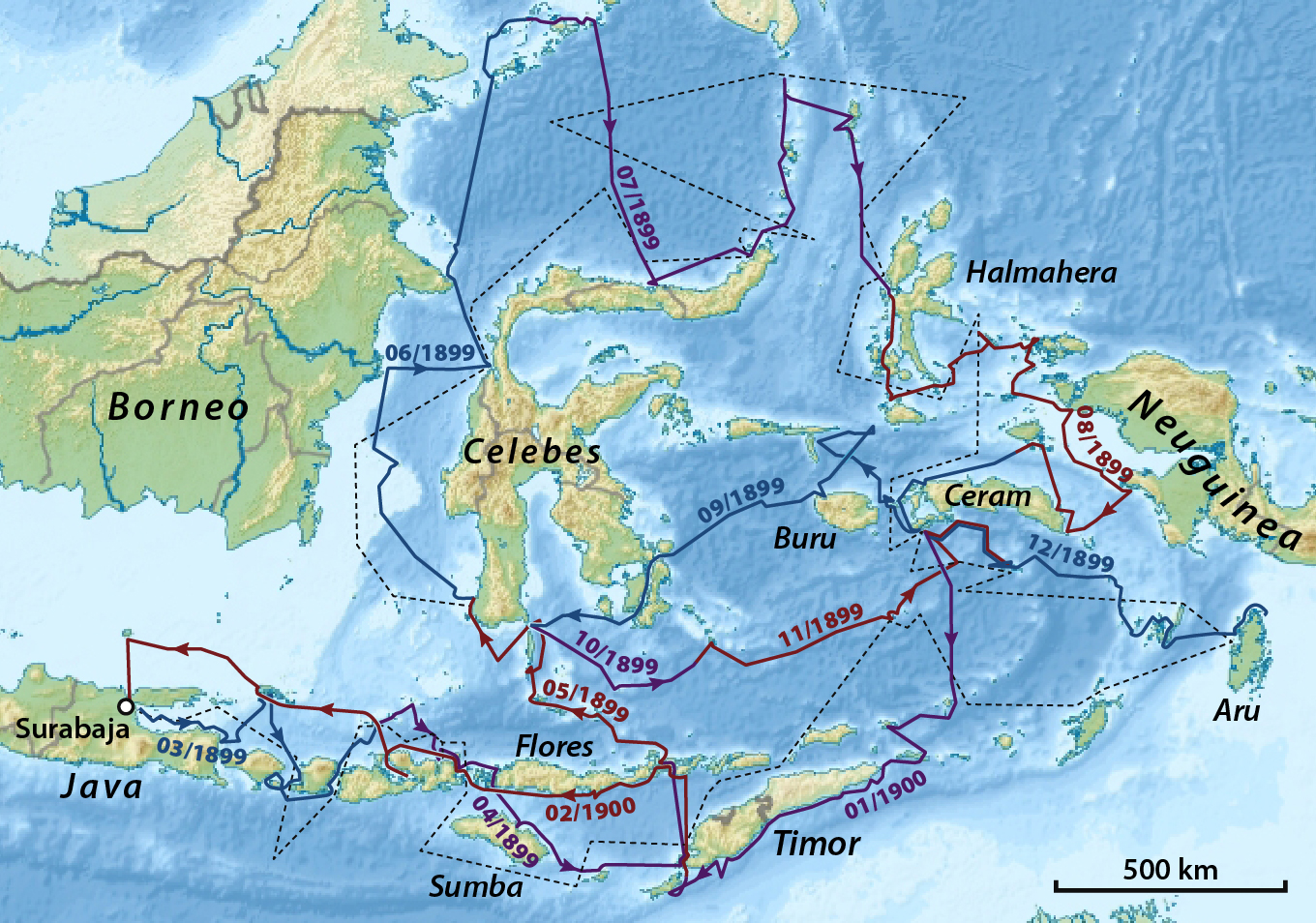
Carte de l'expédition.

L'expédition du Siboga est une expédition scientifique néerlandaise conduite par Max Carl Wilhelm Weber de mars 1899 à février 1900 consacrée à des recherches zoologiques, botaniques, géologiques et hydrographiques dans les Indes orientales néerlandaises (aujourd’hui l’Indonésie).
L'expédition porte le nom du navire de guerre avec laquelle elle a été menée, la canonnière Hr. Ms. Siboga.